# Кочукувка
Кочукувка (пол. Koczukówka) — деревня в Бяльском повете Люблинского воеводства Польши. Входит в состав гмины Залесе. По данным переписи 2011 года, в деревне проживало 65 человек.

## География
Деревня расположена на востоке Польши, на левом берегу реки Кшны, на расстоянии приблизительно 14 километров к северо-востоку от города Бяла-Подляска, административного центра повета. К югу от населённого пункта проходит национальная автодорога 2.

## История
Согласно «Справочной книжке Седлецкой губернии на 1875 год» деревня входила в состав гмины Добрин Бельского уезда Седлецкой губернии. По данным на 1883 год имелось 14 дворов и проживало 78 человек.
В период с 1975 по 1998 годы деревня входила в состав Бяльскоподляского воеводства.

## Население
Демографическая структура по состоянию на 31 марта 2011 года:
|         | Всего | До трудоспособного возраста | Трудоспособного возраста | Старше трудоспособного возраста |
| ------- | ----- | --------------------------- | ------------------------ | ------------------------------- |
| Мужчины | 34    | 7                           | 23                       | 4                               |
| Женщины | 31    | 6                           | 17                       | 8                               |
| Всего   | 65    | 13                          | 40                       | 12                              |